# 1964 au Canada
Pour un article plus général, voir Chronologie du Canada.
Cet article traite des événements qui se sont produits durant l'année 1964 au Canada.

## Événements
- Le Tremblement de terre de 1964 en Alaska provoque un tsunami sur la côte de la Colombie-Britannique notamment à Tofino.

### Politique
- 22 avril : élection générale saskatchewanaise. Le chef du Parti libéral saskatchewanaise Ross Thatcher est élu premier ministre de la Saskatchewan avec un gouvernement majoritaire.

- 15 juin : début de la publication du Journal de Montréal.

- 10 octobre : « samedi de la matraque ». À Québec, répression brutale d'une émeute à l’occasion de la visite de la reine Élisabeth II.

- 15 décembre : adoption du Drapeau du Canada.

### Justice
- 29 août : tentative de vol dans une armurerie par les felquistes François Schirm et Edmond Guénette. Ils sont arrêtés et condamnés.

- Affaire Léopold Dion.

### Sport

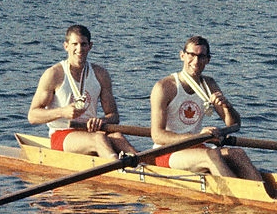
George Hungerford et Roger Jackson avec leur médaille d'or en aviron

#### Hockey
- Fin de la Saison 1963-1964 de la LNH suivi des Séries éliminatoires de la Coupe Stanley 1964. Les Maple Leafs de Toronto remportent la Coupe Stanley contre les Red Wings de Détroit.
- Les Marlboros de Toronto remportent la Coupe Memorial 1964.
- Repêchage amateur de la LNH 1964.
- Début de la Saison 1964-1965 de la LNH.

#### Jeux olympiques d'hiver de 1964
- Peter Kirby, Douglas Anakin, John Emery (bobsleigh) et Vic Emery remportent la médaille d'or en Bobsleigh à quatre.
- Debbi Wilkes et Guy Revell remportent la médaille d'argent en patinage artistique en couple.
- Petra Burka remporte la médaille de bronze en patinage artistique dame.

#### Jeux olympiques d'été de 1964
- Roger Jackson et George Hungerford remportent la médaille d'or en aviron à deux.
- Bill Crothers remporte la médaille d'argent à la course 800 mètres.
- Doug Rogers remporte la médaille d'argent en judo 80 kg et plus.
- Harry Jerome remporte la médaille de bronze à la course 100 mètres.

#### Cyclisme
- première édition des Six Jours de Québec

#### Football
- Les Lions de la Colombie-Britannique remportent la 52e finale de la Coupe Grey contre les Tiger-Cats de Hamilton 34-24.

### Économie
- Fondation de Papiers Cascades à Kingsey Falls au Québec.
- Fondation de Syncrude Canada en Alberta dans le but d'exploiter du pétrole.
- Fondation de Vidéotron par André Chagnon. La compagnie offre d'abord des services en câblodistribution.
- Le joueur de hockey sur glace Tim Horton crée sa chaîne de restaurants de beignes et café Tim Hortons.
- La compagnie aérienne nationale Trans-Canada Airlines devient Air Canada
- Eastern Provincial Airways exploite en "pool" avec Air Saint-Pierre la liaison Saint-Pierre-Sydney

### Science
- Ouverture du Laboration d'accélération de la Saskatchewan (en) qui est un accélérateur de particule.
- Fondation de l'Ordre des ingénieurs du Québec.

### Culture

#### Chanson
- Lucille Starr interprète Quand le soleil dit bonjour aux montagnes.
- Le groupe Les Baronets interprètent plusieurs chansons des Beatles traduites en français.

#### Télévision
- Émission d'information Femme d'aujourd'hui
- Tour de Terre avec Jean Besré et Lise Lasalle.

### Religion

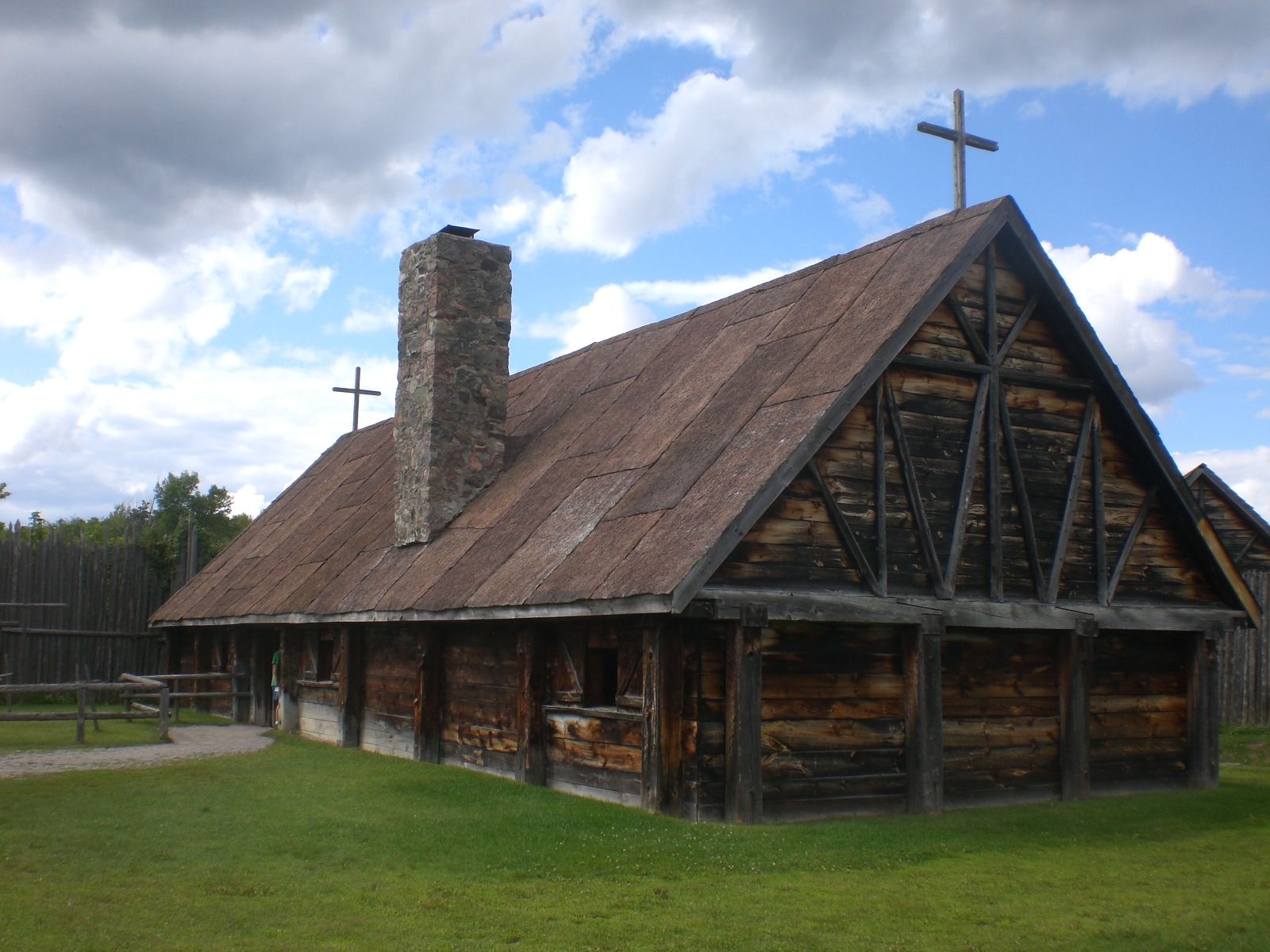
Église au site de Sainte-Marie-au-pays-des-hurons

- Début de la reconstruction du site de Sainte-Marie-au-pays-des-Hurons à Midland en Ontario.
- Jean Vanier crée une première Communauté de l'Arche, mouvement qui s'implantera au Canada plus tard.

## Naissances
- 25 janvier : Scott Jeffrey Reid, homme politique.
- 31 janvier : Sylvie Bernier, plongeuse olympique.
- 1er février : Mario Pelchat, chanteur et producteur canadien.
- 10 février : Victor Davis, nageur.
- 29 février: Lyndon Byers (en), joueur de hockey et animateur de radio († 4 juillet 2025).
- 1er avril : Scott Stevens, joueur professionnel de hockey sur glace.
- 26 mai : Paul Okalik, premier ministre du Nunavut.
- 9 juin : Gloria Reuben, actrice et productrice.
- 9 août : Brett Hull, joueur de hockey sur glace.
- 17 août : Colin James, chanteur.
- 27 août : Paul Bernardo, criminel.
- 1er octobre : Ahmad El-Maati, détenu canado-egyptien à l'étranger.
- 14 octobre : David Kaye, acteur.
- 10 novembre : Stephen McNeil, premier ministre de la Nouvelle-Écosse.
- 16 novembre : Diana Krall, chanteuse de jazz.

## Décès

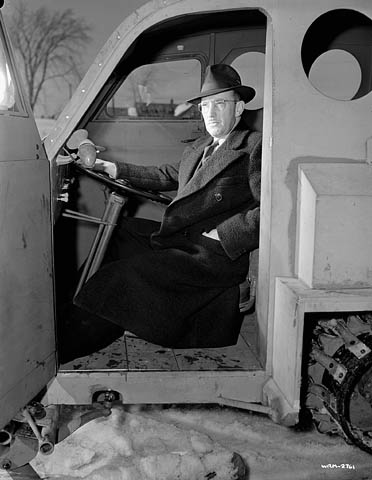
Joseph-Armand Bombardier

- 12 janvier : Byron Ingemar Johnson, premier ministre de la Colombie-Britannique.
- 18 février : Joseph-Armand Bombardier, inventeur de la motoneige.
- 26 avril : E. J. Pratt, poète.
- 9 juin : Max Aitken, politicien et homme d'affaires.
- 10 novembre : Aristide Blais, médecin et sénateur canadien.
- 14 décembre : Roland Beaudry, journaliste et homme politique fédéral provenant du Québec.